# 弗谢沃洛德·梅尔库洛夫
弗谢沃洛德·尼古拉耶维奇·梅尔库洛夫（俄语：Все́волод Никола́евич Мерку́лов，1895年11月7日—1953年12月23日），阿塞拜疆族，苏联政治人物，苏联国家安全部的部长，贝利亚的心腹。

## 生平
1921—1931年，梅尔库洛夫先后在肃反委员会、国家政治保卫局和国家政治保卫总局工作了10年，后来被调到格鲁吉亚从事地下工作。1938年12月，他当上了贝利亚的第一副手，1938一1941年，任国家安全总局局长。1943--1946年，任国家安全人民委员和一级国家安全委员，1945年升为大将，1946年3月至1946年5月任国家安全部部长，其间多次负责民族迁徙。1953年12月23日，贝利亚倒台后，梅尔库洛夫被枪决。